# ニュース (装甲艦)
CSS ニュース （CSS Neuse）は南北戦争後期のアメリカ連合国海軍（南部海軍）の装甲衝角艦。名前はノースカロライナ州を流れるニュース川（Neuse River）に由来する。1865年3月、急進撃する北軍による鹵獲を免れるために自沈した。1960年代初頭、船体下部が引き揚げられ、15,000にもおよぶ遺物が回収されたが、これは引き揚げられた南軍の艦船の中では最多である。引き揚げられた船体下部および遺物の一部は、ノースカロライナ州キンストンのCSS ニュース南北戦争解釈センター（CSS Neuse Civil War Interpretive Center）に展示してある。ニュースはアメリカ合衆国国家歴史登録財に登録されている。

## 建造
1862年10月17日、アメリカ連合国海軍と造船業者のトーマス・ハワード・アンド・イライジャ・エリスの間にニュース建造の契約が締結された。作業はニュース川沿いの小さな村であるノースカロライナ州ホワイトホールにおいて、10月から開始された。ニュースのデザインは、姉妹艦であるCSS アルベマールと基本的には同一であったが、アルベマールの砲門が6箇所であるのに対して、ニュースはその装甲された砲郭に10箇所の砲門を有していた（前後に1箇所ずつ、左右に4箇所ずつ）。艦の全長は158フィート (48 m)、全幅は34フィート (10 m)であり、船体は付近に豊富にある松材で作製され、4インチ (100 mm)厚の錬鉄製装甲板の裏打ち用として4インチ厚のオーク材が用いられた。資材、特に砲郭用装甲板の不足から、建造は遅れた。甲板用の装甲は結局装着されることなく、ニュースは就役することとなった。この装甲板の不足のため、ニュースは甲板を装甲されていない7隻の南軍装甲艦の最初の1隻となった。十分でない南部の鉄道を、陸軍がその軍需物資の輸送に優先的に利用したことが、資材不足に輪をさらに悪化させた。

## 武装および砲弾
ニュースには2門の6.4-インチ (160 mm)ブルック施条砲（北軍のパロット砲と類似のもの）が搭載されていた。6.4インチブルック砲には単帯補強タイプと二重帯補強タイプがあるが、ニュースの艦砲は二重帯補強タイプで、旋回砲架や付属物含めた重量は12,000ポンド (5,400 kg)であった。2門とも艦の中央軸線上に置かれており、艦首、艦尾の砲ともに、それぞれ180度の射界があった。実際にはそれぞれ5箇所の砲門の何れか使用して射撃することになる。砲弾の種類としては、榴弾、対人用のキャニスター弾およびぶどう弾、加えて、錬鉄製の「ボルト」と呼ばれる先端が平らな徹甲弾も使用できた。ニュースが引き揚げられた際には、この4種類の砲弾も多数回収されている、

## 戦歴および戦後
ニュースは1863年11月に進水したが、未だ艤装が必要であった。1864年4月にはノースカロライナの内陸河川においてR. F. ピンクニー中佐が指揮する4隻からなる艦隊の1隻となった。しばらくして、陸軍の徴兵のために乗員が未熟なこともあって、ニュースはキンストン近くで座礁してしまった。最終的には離礁に成功したものの、ほぼ1ヶ月間の間ニュースは動けなかった。その後、陸軍からの支援が十分得られなかったこともあり、ニュースはキンストンの周辺から動くことが出来ず、浮かぶ要塞として働いた。1865年3月、キンストンが北軍の攻撃にさらされると、ニュースの乗員は艦首、艦中央、艦尾にしかけた火薬を爆発させた。ニュースは水線のやや下から燃え、川底に沈み、急速に進撃するウィリアム・シャーマンが率いる北軍による鹵獲を免れた。戦後しばらくして、浅い川底から大砲、砲架やその備品、碇、鉄製衝角、砲郭の装甲晩、スクリューとそのシャフト、蒸気機関、などが引き揚げられた。砲弾を含むその他は沈んだままであり、それらが引き揚げられたのはおよそ100年後であった。

## 引き揚げ
沈没からおよそ100年後、ニュースの船体下部が発見された。1963年におよそ15000点の遺物と共にニュースは引き揚げられた。遺物は丁寧に分類された。ニュースの船体はキンストンの川沿いにある州立CSS ニュース歴史施設で展示されていた。2013年からはキンストンのダウンタウンにある、空調の整ったCSS ニュース南北戦争解釈センター（CSS Neuse Civil War Interpretive Center）に展示されている。
現時点までで、沈没した南北戦争時の装甲艦のうちで引き揚げられたのは4隻のみである。すなわち、ニュースに加えて、CSS マスコギー、USS モニター及びUSS カイロである。残りの沈没した両軍の装甲艦は、沈没場所は判明しているが、そのままにされている。他の艦艇では、南軍の潜水艇H・L・ハンリーが引き揚げられ大規模な修復が行われている。

## レプリカ
ニュースの実物大のレプリカ、ニュース IIが、キンストン市内の別の場所に展示してある。内部も再現してあるが、このレプリカは2002年から2009年にかけてボランティアにより作製されたものである。南軍の装甲艦の中で実物大のレプリカが作製されているのはニュースのみである。ニュースの姉妹艦であるアルベマールが3⁄8のサイズで作製されている。このレプリカは全長63フィート (19 m)で2002年からノースカロライナ州プリマス（Plymouth）のプリマス港湾博物館に係留されており、自走可能である。

## 参考資料
- Bright, Leslie S., Rowland, William H., and Bardon, James C. C.S.S. Neuse, A Question of Iron and Time. Division of Archives and History, North Carolina Department of Cultural Resources, Raleigh, NC. 1981. ISBN 0-86526-187-3.
- Campbell, R. Thomas. Southern Thunder: Exploits of the Confederate States Navy, White Maine Publishing, 1996. ISBN 1-57249-029-2.
- Campbell, R. Thomas. Southern Fire: Exploits of the Confederate States Navy, White Maine Publishing, 1997. ISBN 1-57249-046-2.
- Campbell, R. Thomas. Fire and Thunder: Exploits of the Confederate States Navy, White Maine Publishing, 1997. ISBN 1-57249-067-5.
- Silverstone, Paul H. (2006). Civil War Navies 1855–1883. The U.S. Navy Warship Series. New York: Routledge. ISBN 0-415-97870-X
- Still, William N., Jr. (1985). Iron Afloat: The Story of the Confederate Armorclads (Reprint of the 1971 ed.). Columbia, South Carolina: University of South Carolina Press. ISBN 0-87249-454-3

- この記事はアメリカ合衆国政府の著作物であるDictionary of American Naval Fighting Shipsに由来する文章を含んでいます。 記事はここで閲覧できます。